# São Martinho de Angueira
São Martinho de Angueira (en mirandés, San Martino) es una freguesia portuguesa del municipio de Miranda do Douro. Según el censo de 2021, tiene una población de 239 habitantes.